# سن لوئیس پوتوسی
سن لوئیس پوتوسی(به اسپانیایی: San Luis Potosí) یکی از سی و یک ایالت مکزیک است

## جغرافیا
۵۸ بخش دارد و مرکز آن سن لوئیس پوتوسی است
سان لوئیس پوتوسی در مرکز مکزیک قرار دارد و با ایالت‌های کواویلا از شمال، نوئوو لئون از شمال شرقی، تامائولیپاس و وراکروز از شرق، هیدالگو، کرتارو و گوآناخوآتو از جنوب و زاکاتکاس از شمال غربی مرز دارد.